# Saison NBA 1963-1964
Navigation
Saison 1962-1963 Saison 1964-1965
La saison NBA 1963-1964 est la 15e saison de la NBA (la 18e en comptant les trois saisons de BAA). Elle se termine sur la victoire des Celtics de Boston face aux San Francisco Warriors 4 victoires à 1 lors des Finales NBA. C'est le 6e titre consécutif des Celtics.

## Faits notables
- Le All-Star Game 1964 s'est déroulé au Boston Garden, à Boston, où les All-Star de l'Est ont battu les All-Star de l'Ouest 111-107. Oscar Robertson (Cincinnati Royals) a été élu Most Valuable Player  .
- Les Chicago Zephyrs déménagent de Chicago à Baltimore et deviennent les Baltimore Bullets.
- Les Syracuse Nationals déménagent de Syracuse à Philadelphie et deviennent les Philadelphia 76ers.
- Bill Russell égalise à 4 partout en ce qui concerne le nombre de titre de meilleur rebondeur NBA (avec Wilt Chamberlain).

## Classement final
| Champion de division | Qualifié pour les playoffs | Éliminé des playoffs |

| Division Est          | V  | D  | PCT  | GB |
| --------------------- | -- | -- | ---- | -- |
| Celtics de Boston C   | 59 | 21 | 73.8 | -  |
| Royals de Cincinnati  | 55 | 25 | 68.8 | 4  |
| 76ers de Philadelphie | 34 | 46 | 42.5 | 25 |
| Knicks de New York    | 22 | 58 | 27.5 | 37 |

| Division Ouest            | V  | D  | PCT  | GB |
| ------------------------- | -- | -- | ---- | -- |
| Warriors de San Francisco | 48 | 32 | 60.0 | -  |
| Hawks de Saint-Louis      | 46 | 34 | 57.5 | 2  |
| Lakers de Los Angeles     | 42 | 38 | 52.5 | 6  |
| Bullets de Baltimore      | 31 | 49 | 38.8 | 17 |
| Pistons de Détroit        | 23 | 57 | 28.8 | 25 |

C - Champions NBA

## Play-offs
|  | Demi-finales de Division | Demi-finales de Division | Demi-finales de Division  |                           |   | Finales de Division | Finales de Division | Finales de Division |  |  | Finales NBA | Finales NBA       | Finales NBA |
|  |                          |                          |                           |                           |   |                     |                     |                     |  |  |             |                   |             |
|  |                          |                          |                           |                           |   |                     |                     |                     |  |  |             |                   |             |
|  |                          | 1                        | Celtics de Boston         | 4                         |   |                     |                     |                     |  |  |             |                   |             |
|  | Division Est             | 1                        | Celtics de Boston         | 4                         |   |                     |                     |                     |  |  |             |                   |             |
|  |                          |                          | 2                         | Royals de Cincinnati      | 1 |                     |                     |                     |  |  |             |                   |             |
|  | 3                        | 76ers de Philadelphie    | 2                         | Royals de Cincinnati      | 1 | 2                   |                     |                     |  |  |             |                   |             |
|  | 3                        | 76ers de Philadelphie    |                           |                           |   | 2                   |                     |                     |  |  |             |                   |             |
|  | 2                        | Royals de Cincinnati     | 3                         |                           |   |                     |                     |                     |  |  |             |                   |             |
|  |                          |                          |                           |                           |   |                     |                     |                     |  |  | E1          | Celtics de Boston | 4           |
|  |                          |                          | O1                        | Warriors de San Francisco | 1 |                     |                     |                     |  |  |             |                   |             |
|  |                          |                          |                           |                           |   |                     |                     |                     |  |  |             |                   |             |
|  |                          |                          |                           |                           |   |                     |                     |                     |  |  |             |                   |             |
|  |                          | 1                        | Warriors de San Francisco | 4                         |   |                     |                     |                     |  |  |             |                   |             |
|  | Division Ouest           | 1                        | Warriors de San Francisco | 4                         |   |                     |                     |                     |  |  |             |                   |             |
|  |                          |                          | 2                         | Hawks de Saint-Louis      | 3 |                     |                     |                     |  |  |             |                   |             |
|  | 3                        | Lakers de Los Angeles    | 2                         | Hawks de Saint-Louis      | 3 | 2                   |                     |                     |  |  |             |                   |             |
|  | 3                        | Lakers de Los Angeles    |                           |                           |   | 2                   |                     |                     |  |  |             |                   |             |
|  | 2                        | Hawks de Saint-Louis     | 3                         |                           |   |                     |                     |                     |  |  |             |                   |             |

## Leaders de la saison régulière
| Catégorie                  | Joueur           | Équipe                 | Statistique |
| -------------------------- | ---------------- | ---------------------- | ----------- |
| Points par match           | Wilt Chamberlain | San Francisco Warriors | 36.9        |
| Rebonds par match          | Bill Russell     | Celtics de Boston      | 24.7        |
| Passes décisives par match | Oscar Robertson  | Cincinnati Royals      | 11.0        |
| % à 2 points               | Jerry Lucas      | Cincinnati Royals      | 52.7        |
| % aux lancers francs       | Oscar Robertson  | Cincinnati Royals      | 85.3        |

## Récompenses individuelles
- NBA Most Valuable Player : Oscar Robertson, Cincinnati Royals
- NBA Rookie of the Year : Jerry Lucas, Cincinnati Royals
- NBA Coach of the Year : Alex Hannum, San Francisco Warriors

- All-NBA First Team :
  - Oscar Robertson, Cincinnati Royals
  - Bob Pettit, Saint-Louis Hawks
  - Jerry West, Los Angeles Lakers
  - Elgin Baylor, Los Angeles Lakers
  - Wilt Chamberlain, San Francisco Warriors

- All-NBA Second Team :
  - Tom Heinsohn, Celtics de Boston
  - Jerry Lucas, Cincinnati Royals
  - Bill Russell, Celtics de Boston
  - John Havlicek, Celtics de Boston
  - Hal Greer, Philadelphia 76ers

- NBA All-Rookie Team :
  - Jerry Lucas, Cincinnati Royals
  - Nate Thurmond, San Francisco Warriors
  - Rod Thorn, Baltimore Bullets
  - Gus Johnson, Baltimore Bullets
  - Art Heyman, Knicks de New York